# Peter Frenkel
Pour les articles homonymes, voir Frenkel.
Peter Frenkel (né le 13 mai 1939 à Eckartsberga) est un athlète est-allemand, spécialiste de la marche athlétique (20 km).
Il remporte la médaille d'or olympique en 1972 et le bronze à Montréal en 1976. Il utilisait un caisson hyperbare pour simuler les effets d'un entraînement en altitude.